# آب‌انبار کلاته شمس
آب‌انبار کلاته شمس مربوط به پهلوی اول است و در شهرستان گناباد، ۵۰۰ متری شمال روستای کلاته شمس واقع شده و این اثر در تاریخ ۲۵ آبان ۱۳۸۴ با شمارهٔ ثبت ۱۳۸۸۶ به‌عنوان یکی از آثار ملی ایران به ثبت رسیده است.